# 貝韋德羅區
10°22′15″N 85°11′46″W / 10.37083°N 85.19611°W
貝韋德羅區（西班牙語：Bebedero District），是哥斯達黎加的行政區，位於該國西北部瓜納卡斯特省，由卡尼亞斯縣負責管轄，面積58平方公里，海拔高度7米，2013年人口2,370人，人口密度每平方公里41人。